# 夢幻颯人
夢幻 颯人（むげん はやと、1975年11月11日 - ）は、横浜市出身の催眠術師。既婚。催眠術師・催眠療法士(ヒプノセラピスト)として活躍中、その他居酒屋などでホッピング活動も行っている。

## 来歴・人物
- 長女が学習障害（LD）である多動性障害（ADHD）であったため緩和・改善させるため独学で催眠療法を覚え、催眠術師の世界に入る。
- 本人も学習障害（失読症）や軽い記憶保持障害であり、人の名前や過去の出来事などが思い出せない事が多々ある。原因は小学生時代に担任から受けたイジメ・虐待により「おそらくストレス障害のためである」と本人は公表している。
- 長女の学習障害を催眠術で緩和させる前に「日本語が苦手なら英語をゼロから覚えさせよう」と言って一年間家族全員でフィジー共和国に留学した。当時長女は英語をあまり覚えなかったが後に得意科目が英語になり「英語を好きになってくれて良かった」と話している。
- 前職はグラフィックデザイナーをしており、大手ディスカウントショップで販売している「スマホスタンド スタンドマン」シリーズをデザインしたデザイナーでもある。著作権は製造会社に所属しており本人は「いくら売れてもね…」と苦笑いしている。
- お客から「LUNA SEAの真矢」に似ているとよく言われるらしく、本人は「ハットかぶって太っていれば誰でも真矢さんに見えるんじゃないの？」と話している。
- 2017年末時点で催眠術を掛けた人数が7,000人を超えていると公表。
- 十文字幻斎、なんでんかんでん川原ひろし、十文字悠迦、城咲梁 他、催眠術師との交流がある。特に十文字幻斎とは二人でカラオケや夜遊びに行くほどの仲である。
- 2017年に出演した「あやなつさんぽ」は生放送で予備催眠なしと言う悪条件で無事に企画をこなした、その後生放送のオファーが増えたという。催眠術を生放送で行う術師は少なく「生放送で催眠術出演は日本では数えるほどしかないんじゃない？」と話している。

## 出演歴
- 2014年 「ガールズ居酒屋＆エンターテイメントショーレストラン 笑龍門」にて定期的に催眠術体験と言うイベントを行っていた、この事で芸人との繋がりが出来たと語っている。
- 2014年 よしもとクリエイティブエージェンシー主催でマリリンジョイ司会のライブ「浅草ストロング成人会 (通常はストロング名人会)に催眠術師としてゲスト出演。
- 2015年 よしもとクリエイティブエージェンシー主催の出雲阿国講師「運気が上がる風水講座」に催眠療法士としてゲスト出演。
- 2015年 大庄グループ居酒屋店の神奈川県・東京を中心に定期的にショー催眠とテーブルマジックをメーンとしたテーブル催眠という新しいスタイルで出演中。
- 2016年 インターネット放送局 K'z Station R藤本・中原麻衣MCの「おしゃべりやってま～すS」に催眠術師としてゲスト出演。
- 2016年 「サカゼン×Mr.Babe～日本最重量のモデルオーディション」へエントリーし約300名の中から11名のファイナリストに選ばれる。グランプリには選ばれなかったが読者モデルとして選ばれる。
- 2016年 「雑誌 Mr.Babe」で読者モデルとして掲載される。
- 2016年 「サカゼン×Mr.Babe」が主催する日本初のポッチャリ男子の為の「東京ポッチャリコレクション」イベントにモデルとして参加。
- 2017年 サイバーエージェントの動画配信サイトAbemaTV FRESH!で漢ちゃんねるの企画コーナー「あやなつさんぽ#03～催眠術って信じてますか編～」へ、なんでんかん川原社長と共にゲスト出演。
- 2017年 株式会社アミューズ所属のロックバンドflumpoolファン向け動画「INTERROBANG TV」に催眠術師として出演。
- 2017年 サイバーエージェントの動画配信サイトAbemaTVでバラエティ開拓バラエティ 日村がゆく#20の「SM女王様vs催眠術師」に催眠術師として出演。
- 2017年 V系バンドvistlipの19thシングル「It」初回生産版「ROUGH the vistlip～催眠術大好きvistlip～」DVDに催眠術師として出演。

## 共演・催眠を掛けた有名人
- flumpool（山村隆太 , 阪井一生 , 尼川元気 , 小倉誠司）
- vistlip（智 , Yuh , 海 , 瑠伊 , Tohya）
- 佐藤聖羅
- 木村好珠
- マリリンジョイ
- 大西ライオン
- Gたかし
- 永井佑一郎
- R藤本
- デスペラード
- 出雲阿国
- 中原麻衣
- 立花亜野芽
- 奈津美
- マーサ

他